# Rainfakedrumfake
Rainfakedrumfake er det første studiealbum af den danske rockgruppe How Do I, der blev udgivet i 1988 på SAM Records. 
Musikalsk har albummet et støjende og guitar-baseret lydunivers, påvirket af indie rock og støjpop i stil med The Jesus and Mary Chain og The Woodentops. "Can't Explain" blev udgivet som singleforløber for albummet i 1987. Albummet viste sig at blive SAM Records sidste udgivelse, da selskabet umiddelbart efter gik konkurs.
Rainfakedrumfake er aldrig blevet udgivet på CD. 

## Spor
| 1. | "She Tells Lies"            | Anders Remmer    | 2:04 |
| 2. | "Go There"                  | Jesper Arentoft  | 2:48 |
| 3. | "I Want Her"                | Remmer           | 2:42 |
| 4. | "I Wanna Be a Thing You Do" | Arentoft         | 2:39 |
| 5. | "Somehow"                   | Thomas Bo Jensen | 1:36 |
| 6. | "Mess"                      | Remmer           | 3:15 |

| Side 2 | Side 2                    | Side 2         | Side 2 | Side 2 | Side 2 | Side 2 | Side 2 | Side 2 | Side 2 |
| #      | Titel                     | Sangskriver(e) | Længde |        |        |        |        |        |        |
| ------ | ------------------------- | -------------- | ------ | ------ | ------ | ------ | ------ | ------ | ------ |
| 7.     | "Difference"              | Arentoft       | 1:55   |        |        |        |        |        |        |
| 8.     | "Luck"                    | Arentoft       | 2:11   |        |        |        |        |        |        |
| 9.     | "Can't Explain"           | Arentoft       | 3:22   |        |        |        |        |        |        |
| 10.    | "Come Around"             | Arentoft       | 3:31   |        |        |        |        |        |        |
| 11.    | "It's Over and It's Wild" | Remmer         | 2:02   |        |        |        |        |        |        |
| 12.    | "Tell Me"                 | Arentoft       | 3:17   |        |        |        |        |        |        |
| 31:22  |                           |                |        |        |        |        |        |        |        |

## Personel

### Musikere
- Jesper Arentoft - vokal, akustisk guitar
- Thomas Bo Jensen - guitar
- Peter Fjeldberg - keyboards
- Hans Holten Hansen - bas
- Anders Remmer - trommer

### Produktion
- Kim Ingemann - producer, mixer
- Peter Brander - tekniker
- Niels Jerl - tekniker
- Björn Engelmann - mastering
- Henriette - cover

### Fodnoter
1. 1 2 3  Rubusch (2000)
2. ↑  Bille (1997): s. 216